# Ankara 19 Mayıs Stadion
Az Ankara 19 Mayıs Stadion Törökország fővárosának, Ankarának egyik labdarúgó-stadionja, mely 21 250 főt képes befogadni. A stadiont 1935-ben építették az Ankara 19 Mayıs Sportkomplexum részeként. A stadiont két ankarai csapat használja, az Ankaragücü és a Gençlerbirliği SK. Ezen kívül itt tartják a május 19-i állami ünnepségeket is.
A stadion a nevét 1919. május 19. után kapta, ezen a napon kötött ki Samsun városában Musztafa Kemal, a későbbi Atatürk, és kezdődött el a török függetlenségi háború.
A stadionnak öt szektora van, a Gecekondu, a Maraton, a Saatli, a Kapalı és a protokollszektor. A protokollszektort az állami díszvendégeknek tartják fenn, a Saatlit használják a vendégcsapat szurkolói, a másik három szektorban a hazai szurkolók foglalnak helyet. A legolcsóbb jegyeket a Gecekondu szektorba állítják ki.
Tömegközlekedéssel jól megközelíthető, a metró Ulus állomásának egyik kijárata a stadionhoz vezet.

## Fordítás
- Ez a szócikk részben vagy egészben  az   Ankara 19 Mayıs Stadium című angol Wikipédia-szócikk ezen változatának fordításán alapul.  Az eredeti cikk szerkesztőit annak laptörténete sorolja fel. Ez a jelzés csupán a megfogalmazás eredetét és a szerzői jogokat jelzi, nem szolgál a cikkben szereplő információk forrásmegjelöléseként.